# 소현경
소현경(1965년 ~ )은 대한민국의 드라마 작가이다. 1999년 MBC 베스트극장 《앙숙》으로 데뷔하였다.

## 작품
- MBC 베스트극장 《앙숙》 (1999년 11월 19일) - 데뷔작
- MBC 베스트극장 《사랑은 흔적이 되어》 (1999년 12일 10일)
- MBC 베스트극장 《그, 그녀에게 버림받다》 (2000년 4월 28일)
- MBC 가정의달 특집극 《당신의 둥지는 어디였을까》 (2000년 5월)
- MBC 창사 특별기획드라마 《꽃보다 아름다운 그녀》 (2000년 12월 15일)
- MBC 수목드라마 《진실》 (2000년 1월 3일 ~ 2000년 2월 29일) ※ 김인영 공동 극본
- MBC 일일연속극 《매일 그대와》 (2001년 11월 5일 ~ 2002년 4월 26일)
- MBC 베스트극장 《날아라 내 딸아》 (2002년 8월 30일)
- MBC 베스트극장 《울지마, 엄마!》 (2003년 4월 25일)
- MBC 일일연속극 《성녀와 마녀》 (2003년 9월 22일 ~ 2004년 4월 24일)
- MBC 베스트극장 《낙조 속에서 울다》 (2005년 3월 25일)
- SBS 금요드라마 《그 여자》 (2005년 12월 9일 ~ 2006년 2월 17일)
- MBC 베스트극장 《타인의 취향》 (2006년 1월 14일)
- MBC 일일연속극 《얼마나 좋길래》 (2006년 7월 3일 ~ 2006년 12월 29일)
- SBS 주말 특별기획 드라마 《찬란한 유산》 (2009년 4월 25일 ~ 2009년 7월 26일)
- SBS 드라마스페셜 《검사 프린세스》 (2010년 3월 31일 ~ 2010년 5월 20일)
- SBS 드라마스페셜 《49일》 (2011년 3월 16일 ~ 2011년 5월 19일)
- KBS2 주말연속극 《내 딸 서영이》 (2012년 9월 15일 ~ 2013년 3월 3일)
- MBC 수목드라마 《투윅스》 (2013년 8월 7일 ~ 2013년 9월 26일)
- tvN 금토드라마 《두번째 스무살》 (2015년 8월 28일 ~ 2015년 10월 17일)
- KBS2 주말드라마 《황금빛 내 인생》 (2017년 9월 2일 ~ 2018년 3월 11일)
- KBS2 주말드라마《화려한 날들》(2025년 8월 9일 ~ 2026년 1월 25일 (예정))

## 수상 경력
- 2009년 제2회 방송영상그랑프리 작가 부문 문화체육관광부 장관 표창
- 2009년 제10회 방송인상 방송작가 부문
- 2012년 제2회 에이판 스타 어워즈 작가상
- 2013년 제2회 대전드라마페스티벌 작가상
- 2017년 KBS 연기대상 작가상